# Emmanuel Giroux
Emmanuel Giroux (* 1961 in Dijon) ist ein französischer Mathematiker, der sich mit Kontaktgeometrie, symplektischer Geometrie und Topologie befasst. Er ist Professor an der École Normale Supérieure de Lyon.

## Leben und Werk
Giroux wurde 1991 an der École normale supérieure in Paris bei François Laudenbach promoviert. Seine Dissertation enthielt wichtige Fortschritte in der Kontakttopologie (Einführung konvexer Flächen, transversal zu einem die Kontaktstrukturen erhaltenden Fluss). Er ist Forschungsdirektor des CNRS und Professor an der ENS in Lyon.
2002 bewies er einen grundlegenden Satz, der eine Zuordnung von Kontaktstrukturen auf dreidimensionalen kompakten Mannigfaltigkeiten (bis auf Isotopie) und Offene Buch-Zerlegungen der Mannigfaltigkeit herstellte (Satz von Giroux). Der Satz wurde als Durchbruch in der Theorie der Kontaktstrukturen und 3-Mannigfaltigkeiten wahrgenommen.
2002 war er Invited Speaker auf dem Internationalen Mathematikerkongress (ICM) in Peking.
Er ist seit dem elften Lebensjahr blind.

## Schriften
- Convexité en géometrie de contact, Comm. Math. Helv., 66, 1991, 637–677
- Une structure de contact, même tendue, est plus ou moins tordue. Ann. Sci. École Norm. Sup. (4) 27, 1994, no. 6, 697–705.
- Une infinité de structures de contact tendues sur une infinité de variétés.  Inventiones Mathematicae, Band 135, 1999, S. 789–802.
- Structures de contact en dimension trois et bifurcations des feuilletages de surface, Inventiones Mathematicae, Band 141, 2000, S. 615–689
- Structures de contact sur les variétés fibrées en cercles audessus d'une surface. Comment. Math. Helv. 76, 2001, no. 2, 218–262.
- mit Vincent Colin, Ko Honda: Finitude homotopique et isotopique des structures de contact tendues. Publ. Math. Inst. Hautes Études Sci. No. 109, 2009, 245–293.
- Géometrie de contact: de la dimension trois vers les dimensions supérieure, Proc. ICM Peking 2002,[6]
- Topologie de contact en dimension 3, autour de trauvaux de Yakov Eliashberg, Séminaire Bourbaki. Nr. 760 (1992/93), S. 7–33
- Sur la géométrie et la dynamique des transformations de contact, d’après Y. Eliashberg, L. Polterovich et al., Séminaire Bourbaki Nr. 1004, 2008/09